# Marske Aircraft Cooperation

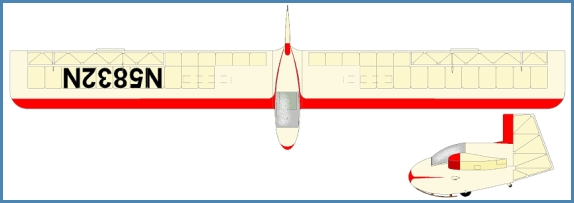
Marske XM1d

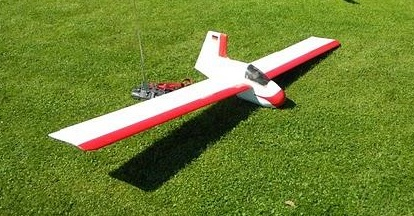
Modell der XM1d

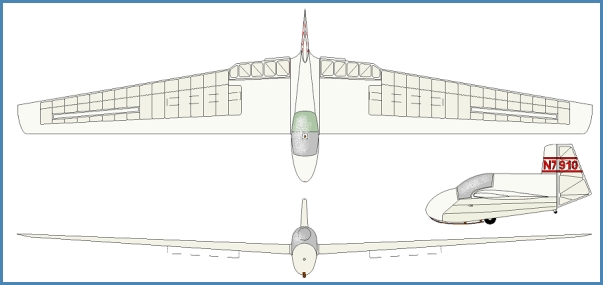
Marske Pioneer Ia

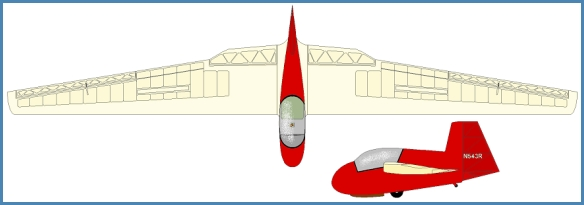
Marske Pioneer II

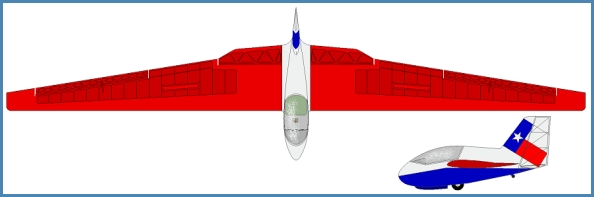
Marske Pioneer IId

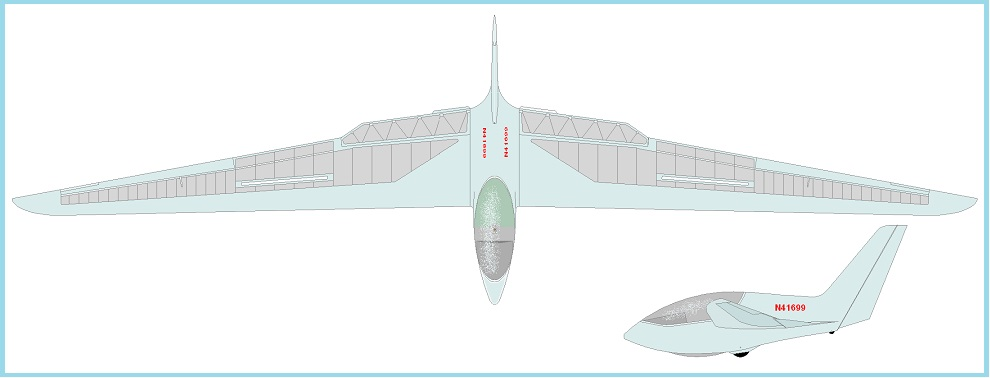
Marske Pioneer III

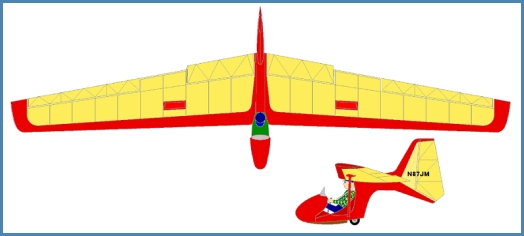
Marske Monarch

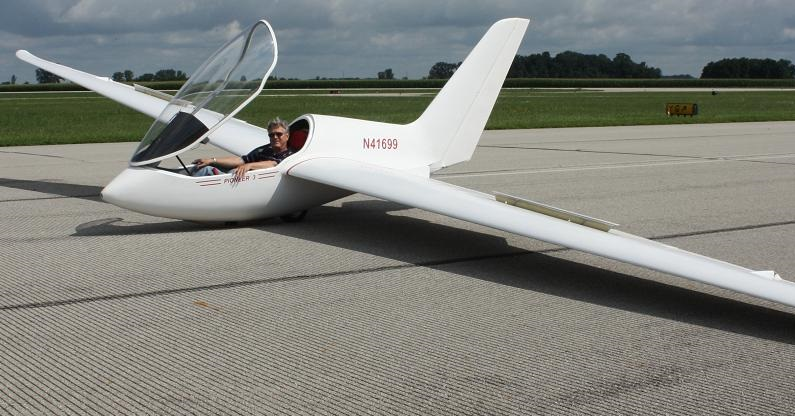
Jim Marske im Pioneer III

Marske Aircraft Corporation ist eine Firma in Marion, Ohio, gegründet von dem deutschstämmigen Amerikaner Jim Marske (* 31. Oktober 1938; † 26. Juni 2024).
Die Firma ist spezialisiert auf den Bau von schwanzlosen Segelflugzeugen und vertreibt diese überwiegend als Bausätze.

## XM1
Marskes erster Entwurf XM-1 entstand 1957, inspiriert von den Konstruktionen von Al Backstrom und Charles Fauvel. Verwendet wurde das Tragflächenprofil der AV 36 bei einer Spannweite von 11,6 m. Die XM1 hatte zunächst Seitenflossen an den Flügelspitzen, wurde dann aber mit einem zentralen Seitenflosse ausgerüstet. Die Steuerung erfolgte über Elevons und Spreizklappen an den Flügelspitzen anstelle eines Seitenruders. Als Landehilfe waren zusätzlich Spreizklappen an der Flügelunterseite vorhanden. Die letzte Modifikation XM1d hatte eine Gleitzahl von 24 bei 82 km/h.

## Pioneer
Marskes zweiter Entwurf von 1968 bekam den Namen Pioneer. Die Rollsteuerung erfolgte über Spoiler. Marske äußerte sich später dazu, das dies wohl nicht seine beste Idee gewesen sei, um ein leistungsfähiges Segelflugzeug zu erhalten. So bekam das Folgemodell Pioneer II wieder normale Querruder und erwies sich dank der verwendeten sehr dünnen Flügelprofile als sehr leistungsfähig.
Die Pioneer-Serie setzt sich bis heute fort und mit dem Pioneer IV ist 2016 das bis dahin wohl leistungsfähigste Nurflügel-Segelflugzeug entstanden. Die Profilentwicklung erfolgt in Zusammenarbeit mit John Roncz, der auch für Burt Rutan spezielle Profile entworfen hat.

## Varianten der Pioneer-Serie
Pioneer I
Ausgerüstet mit Rollspoilern anstelle von Querrudern und mit 12,2 m Spannweite.
Pioneer Ia
vergrößerte Spannweite
Pioneer II
1. Serienausführung mit normalen Querrudern und Störklappen, 14 m Spannweite. Profilstrak NACA 33012R auf NACA 33010R.
Pioneer IIc/d
Modifiziertes rückgepfeiltes Seitenleitwerk, in die Rumpfkontur eingestrakte Kabinenhaube und zum Teil neuen Flügelspitzen (15 m Spannweite) Gleitzahl >35 bei 95 km/h
Pioneer III
Neues Modell in stoffbespannter Vollkunststoffbauweise. Spannweite 15 m, Profil M35a mit 12,7 % Dicke, Gleitzahl >41 bei 104 km/h
Pioneer IV
Rumpf des Pioneer III mit Tragflächen in Kunststoff-Schalenbauweise und modifiziertem Profil M 451 mit 12 % Dicke. Gleitzahl ≈48 bei 115 km/h und 24 bei 210 km/h

## Monarch
Mit dem Marske Monarch bietet die Firma seit 1974 zudem ein offenes Ultraleichtsegelflugzeug in Brettnurflügel-Bauweise an. Ursprünglich war der Flügel wie beim Pioneer II in Holzbauweise hergestellt. Inzwischen wurde auf GfK-Bauweise umgestellt.
Der Rumpf besteht ebenfalls aus GfK-AfK, die Tragflächen sind stoffbespannt. Spannweite 12,8 m, Gleitzahl 19 bei 64 km/h. Leermasse in der Kevlar-Version 70 kg.

## Group Genesis-Genesis 2
Marske arbeitet auch hier schon mit dem Aerodynamiker John Roncz zusammen, der auch schon mit Burt Rutan zusammenarbeitete. So entstand 1995 die Genesis 2, von der insgesamt 27 Stück beim Hersteller der LAK-Flugzeuge in Litauen gefertigt wurden.